# Pušenje ubija
Pušenje ubija je četvrti koncertni album bosanskohercegovačke rock skupine Zabranjeno pušenje, objavljen 15. svibnja 2025. godine na streaming platformama. 

## Pozadina
Slavljenička turneja kojom je obilježeno 40 godina od izlaska kultnog albuma Das ist Walter obuhvatila je preko 40 gradova u regiji i svijetu, a zagrebački koncert u lipnju 2024. bio je jedan od koncerata na toj turneji.

## Snimanje
Sve pjesme, ukupno 31, snimljene su 7. lipnja 2024. godine na koncertu na Šalati u Zagrebu.
Debitanski nastup na koncertu imao je mladi i perspektivni klavijaturist Vito Sučić, sin pjevača Zabranjenog pušenja, Davora Sučića.

## Popis pjesama
Izvor: Apple Music, Spotify
| 1.      | »Neću da budem Švabo u dotiranom filmu«         | Das ist Walter, 1984.               | 4:31 |
| 2.      | »Anarhija All Over Baščaršija«                  | Das ist Walter                      | 1:47 |
| 3.      | »Otpor, Stoko!«                                 | Fildžan viška, 1997.                | 5:17 |
| 4.      | »Čovjek starog kova«                            | Karamba!, 2022.                     | 4:37 |
| 5.      | »Pos'o, kuća, birtija«                          | Agent tajne sile, 1999.             | 4:22 |
| 6.      | »Pišonja i Žuga u paklu droge«                  | Male priče o velikoj ljubavi, 1989. | 6:43 |
| 7.      | »Karabaja«                                      | Bog vozi Mercedes, 2001.            | 6:20 |
| 8.      | »Selena, vrati se, Selena«                      | Das ist Walter                      | 5:54 |
| 9.      | »Možeš imat' moje tijelo«                       | Fildžan viška                       | 4:54 |
| 10.     | »Gospođa Brams«                                 | Dok čekaš sabah sa šejtanom, 1985.  | 6:37 |
| 11.     | »Stanje šoka«                                   | Dok čekaš sabah sa šejtanom         | 4:38 |
| 12.     | »Kažu mi da novog frajera imaš«                 | Dok čekaš sabah sa šejtanom         | 3:43 |
| 13.     | »Polovni Fender i napuknuti Shure«              | Karamba!                            | 4:13 |
| 14.     | »Balada o Pišonji i Žugi«                       | Pozdrav iz zemlje Safari, 1987.     | 7:41 |
| 15.     | »Dok čekaš sabah sa šejtanom«                   | Dok čekaš sabah sa šejtanom         | 6:23 |
| 16.     | »Halid 'mjesto Halida«                          | Fildžan viška                       | 5:34 |
| 17.     | »Lutka sa naslovne strane«                      | Dok čekaš sabah sa šejtanom         | 7:19 |
| 18.     | »Djevojčice kojima miriše koža«                 | Dok čekaš sabah sa šejtanom         | 3:55 |
| 19.     | »Boško i Admira«                                | Radovi na cesti, 2013.              | 4:46 |
| 20.     | »Guzonjin sin«                                  | Male priče o velikoj ljubavi        | 5:11 |
| 21.     | »Hadžija ili bos«                               | Pozdrav iz zemlje Safari            | 4:34 |
| 22.     | »Abid«                                          | Das ist Walter                      | 2:19 |
| 23.     | »Srce, ruke i lopata«                           | Pozdrav iz zemlje Safari            | 4:53 |
| 24.     | »Jugo 45«                                       | Agent tajne sile                    | 5:16 |
| 25.     | »Murga Drot«                                    | Pozdrav iz zemlje Safari            | 7:13 |
| 26.     | »Zenica Blues / Pamtim to kao da je bilo danas« | Das ist Walter                      | 3:51 |
| 27.     | »Fikreta (Posljednja oaza)«                     | Pozdrav iz zemlje Safari            | 3:49 |
| 28.     | »Lijepa Alma«                                   | Bog vozi Mercedes                   | 3:58 |
| 29.     | »Počasna salva«                                 | Bog vozi Mercedes                   | 6:45 |
| 30.     | »Fildžan viška«                                 | Fildžan viška                       | 9:51 |
| 31.     | »Ibro dirka«                                    | Dok čekaš sabah sa šejtanom         | 8:06 |
| 2:48:24 |                                                 |                                     |      |

## Izvođači i osoblje
Zabranjeno pušenje
- Davor Sučić "Sejo Sexon" – vokal
- Toni Lović – električna gitara
- Branko Trajkov "Trak" – bubnjevi, prateći vokal
- Robert Boldižar – violina, klavijature
- Dejan Orešković "Klo" – bas-gitara
- Anđela Zebec – vokal, prateći vokal, udaraljke
- Tomislav Goluban – usna harmonika

Gostujući glazbenici
- Vito Sučić – klavijature

Produkcija
- Toni Lović – produkcija
- Dario Vitez – izvršni producent, voditelj turneje

Dizajn
- Dario Vitez – dizajn omota

## Vanjske poveznice
- Pušenje ubija na zabranjeno-pusenje.com